# Vicente Gómez Fernández de Lorca
Vicente Gómez Fernández de Lorca (Valdivia, ca. 1769 – Valdivia, 26 de agosto de 1848) fue un político chileno que ocupó diversos cargos administrativos y fue diputado por Valdivia.

## Biografía
Nació en Valdivia cerca del año 1769. El 8 de junio de 1802 casó con Josefa Campillo y Goyonete, con quien tuvo 19 hijos, uno de ellos Rafael fue diputado en las Asambleas Provinciales de Valdivia de los años 1826 y 1829. Fue procurador general del Cabildo local en 1803. Miembro de la Junta Extraordinaria de Gobierno, creada el año 1807, con ocasión de la quiebra de la Real Hacienda. Fue un importante comerciante, su casa estaba situada en la esquina de calle del Toro y Caranpangue (en el terreno hoy se ubica el Hotel Pedro de Valdivia); además fue propietario de la estancia El Corcovado y de diversas chacras y potreros; tuvo once indios de servicio. En 1808 se desempeñó como mayordomo mayor de la Cofradía de Nuestra Señora del Carmen de esa ciudad (1).
Capitán de Milicias en 1808, alcalde en 1811, regidor en 1812 y 1817 y censor en 1820. El 1 de noviembre de 1811 participó como vocal de la Primera Junta de Gobierno de Valdivia convocada por fray Camilo Henríquez. En 1814 colaboró como vocal de la Junta de Sanidad. Fue elegido primer gobernador patriota de Valdivia en un Cabildo Abierto realizado el 8 de febrero de 1820, siendo confirmado en el cargo por Lord Cochrane (2).
Fue diputado por Valdivia, en la Asamblea Provincial de Valdivia entre el 10 de noviembre de 1826 (3) y el mes de enero de 1828. Diputado propietario por Valdivia, en la Asamblea Provincial de 1829, siendo su presidente en octubre de 1829 (4) . Fue candidato a diputado por Valdivia en el Congreso Nacional de 1829 y sólo logró un voto (5) . 
Falleció en la ciudad de Valdivia el 26 de agosto de 1848 (6).